# Species affinis
Species affinis (Abkürzungen: sp. aff.,  aff. oder affin.) ist ein in der biologischen Taxonomie verwendeter Ausdruck. In der Zoologie und Botanik wird er dem binomialen Namen von Arten hinzugefügt, um zu zeigen, dass ein oder mehrere Exemplare einer untersuchten Population mit einer bekannten und benannten Art eng verwandt aber nicht identisch sind.
Beispiel: Wird ein Schneckenhaus als „Lucapina aff. aegis“ bestimmt, sagt das aus, dass dieses Schneckenhaus dem der benannten Art Lucapina aegis ähnelt (eine starke morphologische Affinität zum Gehäuse dieser Art hat), aber von einer anderen, eng verwandten Art stammt, wobei derjenige, der die Bestimmung vornimmt, aus verschiedenen Gründen (in der Regel zu wenig Informationen) keine neue Art benennen kann.